# Tennis Napoli Cup 2011
Il Tennis Napoli Cup 2011 è stato un torneo professionistico di tennis maschile giocato sulla terra rossa. È stata la 15ª edizione del torneo, che fa parte dell'ATP Challenger Tour nell'ambito dell'ATP Challenger Tour 2011. Si è giocata la 75ª edizione a Napoli in Italia dal 18 al 23 aprile 2011.

## Partecipanti

### Teste di serie
| Nazionalità | Giocatore               | Ranking* | Testa di serie |
| ----------- | ----------------------- | -------- | -------------- |
| Francia     | Jérémy Chardy           | 54       | 1              |
| Italia      | Filippo Volandri        | 76       | 2              |
| Portogallo  | Frederico Gil           | 82       | 3              |
| Austria     | Andreas Haider-Maurer   | 95       | 4              |
| Rep. Ceca   | Ivo Minář               | 130      | 5              |
| Belgio      | Steve Darcis            | 140      | 6              |
| Italia      | Alessio Di Mauro        | 141      | 7              |
| Spagna      | Daniel Muñoz de la Nava | 153      | 8              |

- Ranking all'11 aprile 2011.

### Altri partecipanti
Giocatori che hanno ricevuto una wild card:
- Jérémy Chardy
- Enrico Fioravante
- Thomas Muster
- Matteo Trevisan

Giocatori che sono passati dalle qualificazioni:
- Enrico Burzi
- Pavol Červenák
- Daniel Smethurst
- Michael Yani

## Campioni

### Singolare
Thomas Schoorel ha battuto in finale  Filippo Volandri con il punteggio di 6–2, 7–6(4)

### Doppio
Travis Rettenmaier /  Simon Stadler hanno battuto in finale  Travis Parrott /  Andreas Siljeström con il punteggio di 6–4, 6–4